# Janine Flock
Janine Flock (Hall in Tirol, 25 luglio 1989) è una skeletonista austriaca, vincitrice di due trofei di Coppa del Mondo (2014/15 e 2020/21), nonché tre volte campionessa europea nel singolo.

## Biografia
Compete dal 2006 per la squadra nazionale austriaca e iniziò a gareggiare in Coppa Europa nel 2006/07. Si distinse nelle categorie giovanili vincendo la medaglia di bronzo ai mondiali juniores nell'edizione di Sankt Moritz 2010.
Debuttò in Coppa del Mondo nella stagione 2010/11 (13ª a Whistler), ottenne il suo primo podio il 15 gennaio 2011 ad Igls (2ª nella gara a squadre) e colse la sua prima vittoria il 23 gennaio 2015 a Sankt Moritz nel singolo, sempre nella gara individuale. Ha trionfato in classifica generale nel 2014/15 e nel 2020/21.

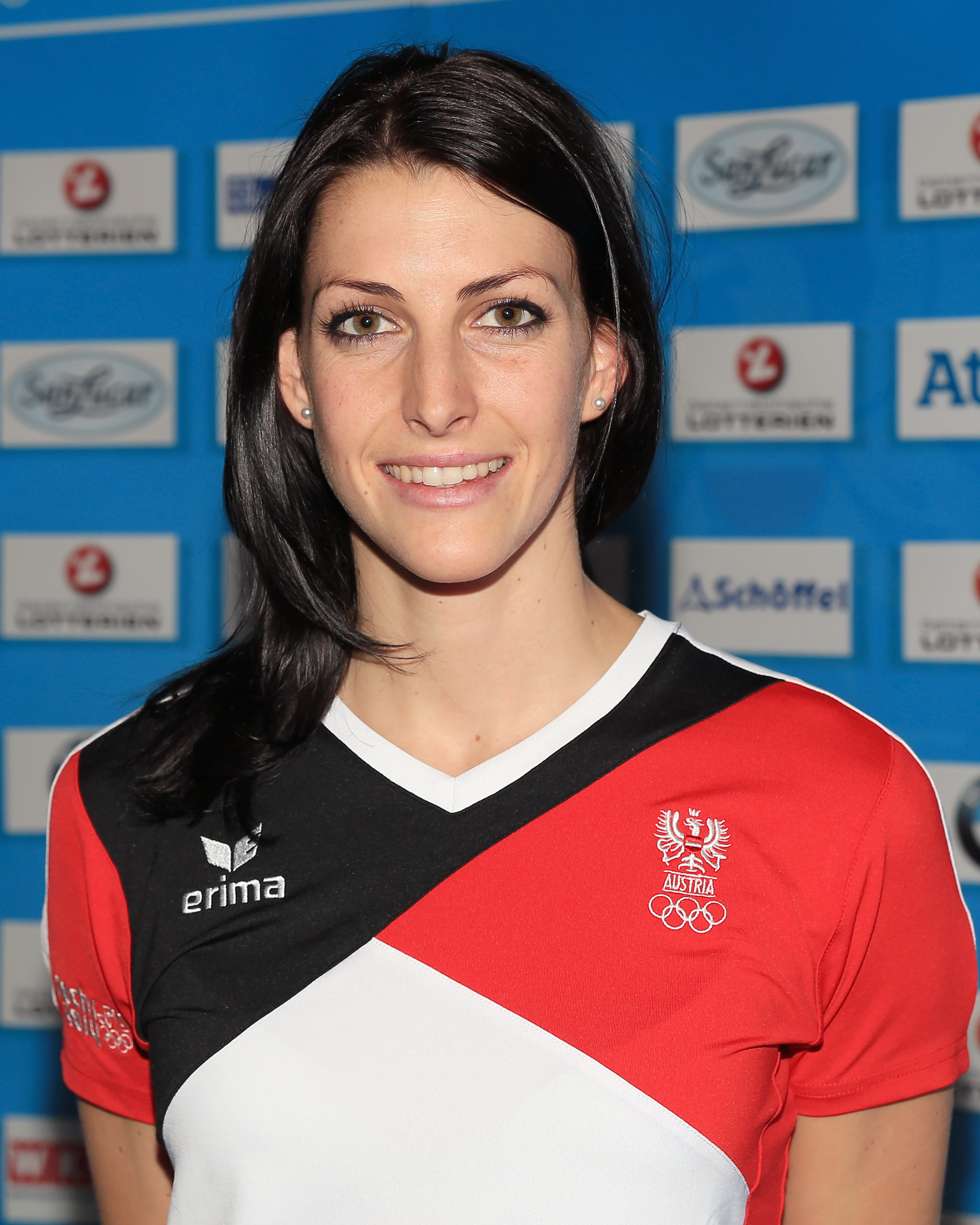
Janine Flock nel 2014 durante il raduno della squadra austriaca in vista dei Giochi di

Ha partecipato a due edizioni dei Giochi olimpici invernali: a Soči 2014 si classificò al nono posto nella gara individuale mentre a Pyeongchang 2018 giunse quarta nel singolo dopo essere stata in testa alla gara dopo le prime tre discese.

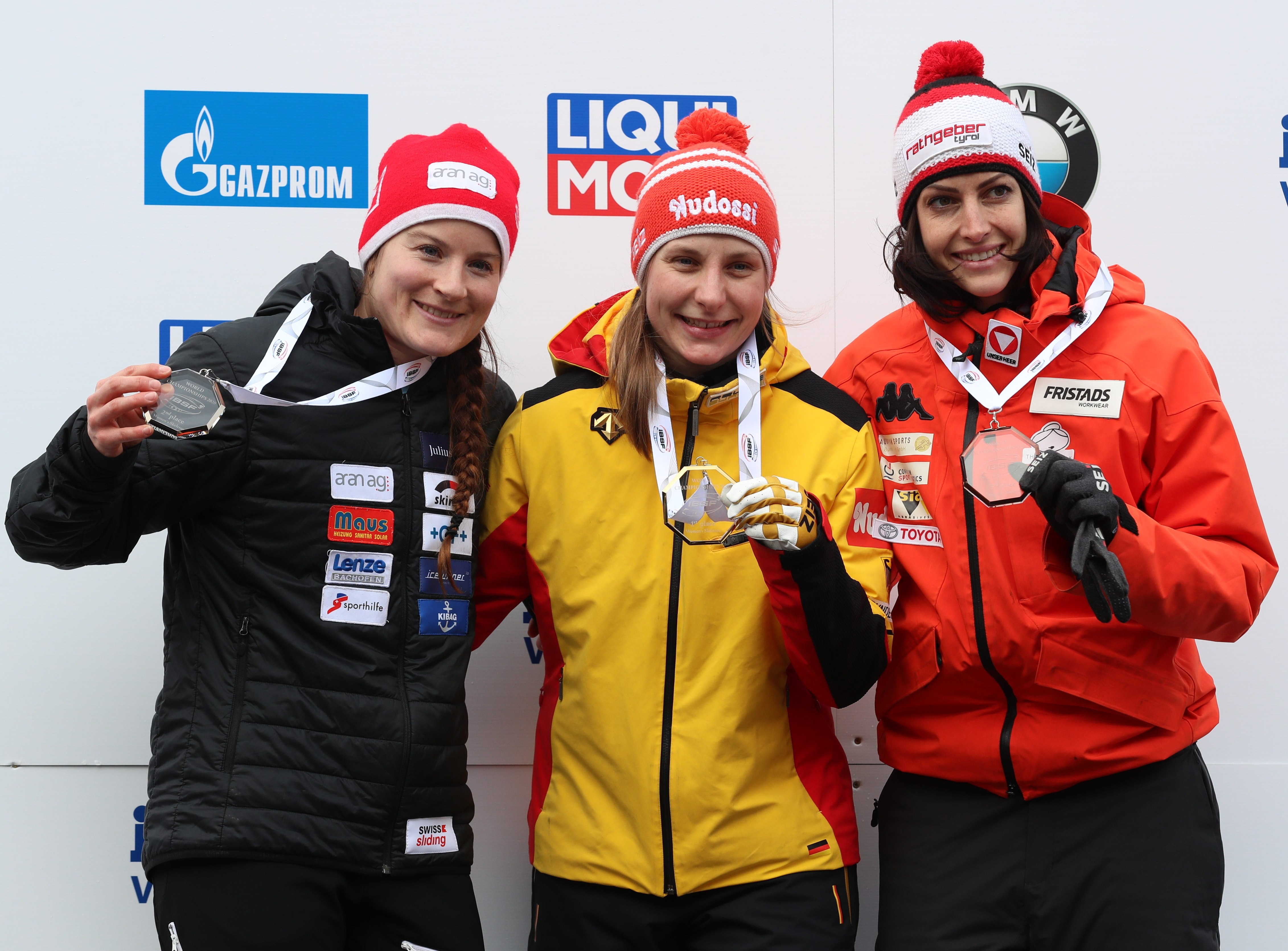
Janine Flock (a destra) con la medaglia di bronzo vinta nel singolo ai campionati mondiali di Altenberg 2020

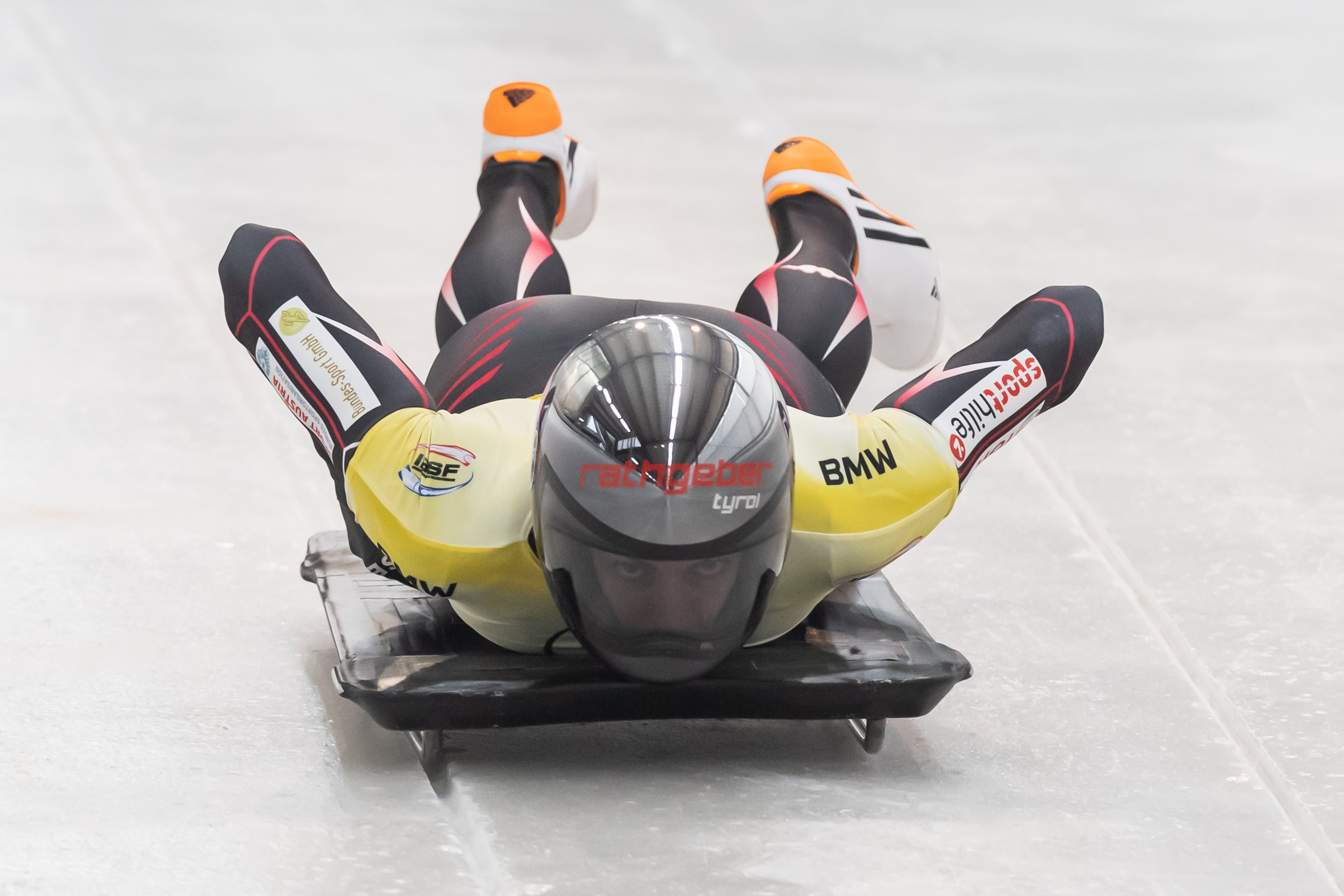
Janine Flock in gara ai campionati mondiali di Altenberg 2021

Ha preso parte altresì a dieci edizioni dei campionati mondiali conquistando un totale di tre medaglie: una d'argento e due di bronzo. Nel dettaglio i suoi risultati nelle prove iridate sono stati, nel singolo: ventiduesima ad Altenberg 2008, diciannovesima a Schönau am Königssee 2011, diciottesima a Lake Placid 2012, diciassettesima a Sankt Moritz 2013, sesta a Winterberg 2015, medaglia d'argento a Igls 2016, undicesima a Schönau am Königssee 2017, nona a Whistler 2019, medaglia di bronzo ad Altenberg 2020 e sedicesima ad Altenberg 2021; nella gara a squadre: undicesima a Schönau am Königssee 2011, undicesima a Sankt Moritz 2013, sesta a Winterberg 2015, medaglia d'argento a Igls 2016, settima a Schönau am Königssee 2017, tredicesima ad Altenberg 2020 e sesta ad Altenberg 2021.
Ha inoltre vinto tre titoli europei, ottenuti a Schönau am Königssee 2014, a Sankt Moritz 2016 e a Innsbruck 2019; completano il suo palmarès continentale altri quattro argenti e quattro bronzi per un totale di undici medaglie conquistate, dato che rappresenta il primato assoluto nel singolo femminile; in tutte le rassegne a cui ha partecipato non si è inoltre mai piazzata fuori dal podio.
Può altresì vantare otto titoli nazionali vinti consecutivamente dal 2007 al 2014.

## Palmarès

### Mondiali
- 3 medaglie:
  - 2 argenti (singolo, gara a squadre a Igls 2016);
  - 1 bronzo (singolo ad Altenberg 2020).

### Europei
- 11 medaglie:
  - 3 ori (singolo a Schönau am Königssee 2014; singolo a Sankt Moritz 2016; singolo a Innsbruck 2019);
  - 4 argenti (singolo a La Plagne/Igls 2015[1][2]; singolo a Winterberg 2017; singolo a Sankt Moritz 2022); singolo ad Altenberg 2023);
  - 4 bronzi (singolo a Igls 2013; singolo a Igls 2018; singolo a Sigulda 2020; singolo a Winterberg 2021);

### Mondiali juniores
- 1 medaglia:
  - 1 bronzo (singolo a St. Moritz 2010).

### Coppa del Mondo
- Vincitrice della classifica generale nel 2014/15 e nel 2020/21.
- 37 podi (34 nel singolo, 1 nelle gare a squadre):
  - 10 vittorie (tutte nel singolo);
  - 10 secondi posti (9 nel singolo, 1 nelle gare a squadre);
  - 17 terzi posti (tutti nel singolo).

#### Coppa del Mondo - vittorie
| Data             | Luogo        | Paese       | Disciplina |
| ---------------- | ------------ | ----------- | ---------- |
| 23 gennaio 2015  | Sankt Moritz | Svizzera    | singolo    |
| 5 febbraio 2016  | Sankt Moritz | Svizzera    | singolo    |
| 17 dicembre 2016 | Lake Placid  | Stati Uniti | singolo    |
| 9 novembre 2017  | Lake Placid  | Stati Uniti | singolo    |
| 12 gennaio 2018  | Sankt Moritz | Svizzera    | singolo    |
| 18 gennaio 2019  | Innsbruck    | Austria     | singolo    |
| 20 novembre 2020 | Sigulda      | Lettonia    | singolo    |
| 27 novembre 2020 | Sigulda      | Lettonia    | singolo    |
| 18 dicembre 2020 | Innsbruck    | Austria     | singolo    |
| 31 dicembre 2021 | Sigulda      | Lettonia    | singolo    |

### Campionati austriaci
- 8 medaglie:
  - 8 ori (singolo dal 2007 al 2014).

### Circuiti minori

#### Coppa Intercontinentale
- Miglior piazzamento in classifica generale: 11ª nel 2018/19.
- 4 podi (tutti nel singolo):
  - 2 vittorie;
  - 2 secondi posti.

#### Coppa Europa
- Miglior piazzamento in classifica generale: 5ª nel 2007/08;
- 1 podio (nel singolo):
  - 1 secondo posto.

#### Coppa Nordamericana
- Miglior piazzamento in classifica generale: 10ª nel 2010/11;
- 1 podio (nel singolo):
  - 1 terzo posto.